# セルゲイ・フルセンコ

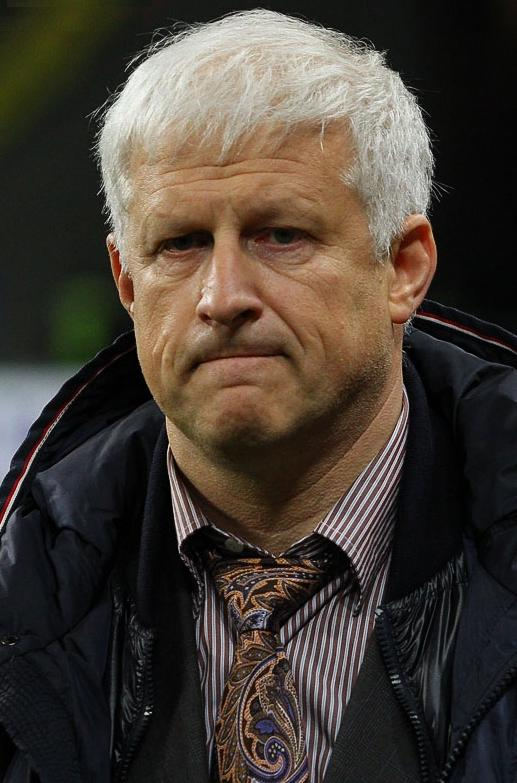
セルゲイ・フルセンコ

セルゲイ・アレクサンドロヴィチ・フルセンコ（ロシア語: Серге́й Александрович Фурсенко、ラテン文字転写の例：Sergei Aleksandrovich Fursenko、1954年3月11日 -　）は、ロシアの実業家。レニングラード（現在のサンクトペテルブルク）出身。
父アレクサンドル・フルセンコ（1927年 - 2008年）は、歴史家、ロシア科学アカデミー会員。ロシア連邦政府の副首相や教育・科学大臣（文部科学大臣に相当）を務めたアンドレイ・フルセンコは兄。
1991年ユーリ・コヴァルチュク、ウラジーミル・ヤクーニンとともにTEMP社を創設する。
2003年からガスプロムの子会社であるレントランスガス社の総支配人（代表取締役社長）。
2005年サッカークラブのFCゼニト・サンクトペテルブルク社長（後に会長） 。
2010年2月からロシアサッカー連合の会長を務めたが、2012年6月に行われたUEFA EURO 2012でのロシア代表のグループリーグ敗退の責任を取り辞任した。